# Volvarina fauna
Volvarina fauna is een slakkensoort uit de familie van de Marginellidae. De wetenschappelijke naam van de soort is voor het eerst geldig gepubliceerd in 1846 door Sowerby I.